# Parafia św. Marii Magdaleny w Tychach
Parafia św. Marii Magdaleny – rzymskokatolicka parafia znajdująca się w Tychach, w dzielnicy Stare Tychy. Parafia należy do dekanatu Tychy Stare w archidiecezji katowickiej.

## Historia parafii

### Pierwszy kościół z 1480
Pierwszy niewielki kościół w Tychach wzniesiono około 1480 r. na tzw. Początkowiźnie, czyli w miejscu, w którym dzisiaj ulica Starokościelna łączy się z aleją Bielską. Przy świątyni mógł się znajdować cmentarz zwany Kościeliskiem. Kościół był uposażony przez fundatora – księcia pszczyńskiego, konsekrował go zaś biskup krakowski. Kościół w Tychach należał do dekanatu pszczyńskiego, ten natomiast do diecezji krakowskiej wchodzącej w skład archidiecezji gnieźnieńskiej. Wiarygodna informacja potwierdzająca istnienie kościoła i parafii pochodzi z 1529 r. – została zamieszczona w Liber retaxationum (Księdze oszacowań) spisanej na polecenie biskupa krakowskiego Tomickiego. Pierwszym proboszczem tyskiej parafii był bliżej nieznany ks. Mikołaj narodowości polskiej.

### Drugi kościół
W latach 1569–1629 kościołem pod wezwaniem św. Marii Magdaleny zarządzali protestanci. W listopadzie 1598 r. wizytacji kościelnej (pierwszej po soborze trydenckim) dekanatu pszczyńskiego dokonał archidiakon krakowski Krzysztof Kazimirski na zlecenie biskupa Jerzego Radziwiłła. Według sporządzonego sprawozdania kościół w Villa Tychy znajdował się w rękach protestańskich. Nowy kościół również był drewniany, ale wzniesiono go na innym miejscu – na łagodnym wzgórzu nad stawem w środku osady, nie wiadomo kto i kiedy go zbudował. Kościół został przejęty przez katolików w 1653 r. Od 1665 r. kościół miał już drugiego patrona – św. Mikołaja, biskupa i męczennika. Ze spisu inwentarza wynika, że w ołtarzu głównym znajdowały się relikwie świętych Albana i Flawiana.

### Kościół murowany z 1782
11 sierpnia 1769 r. ks. A. Tomicki uświadomił parafianom konieczność budowy nowego kościoła, tym razem murowanego. Pochodzący z Paprocan ks. Stanisław Kroczek 5 czerwca 1780 r. doprowadził do poświęcenia kamienia węgielnego pod nowy kościół, a 3 listopada 1782 roku delegat biskupa krakowskiego, dziekan pszczyński ks. Tomasz Trzebinia poświęcił nową świątynię. Pierwsza urzędowa okrągła pieczęć parafialna została sporządzona w 1820 r., został zamieszczony na niej napis „Ecclesia parochialis Tichensis 1820”.
W 1822 r. pod kierunkiem architekta Ludwika W. Puscha z Pszczyny dokonano przebudowy chóru. 15 czerwca 1840 r. proboszcz z Piekar ks. Jan Alojzy Ficek poświęcił nowe dzwony tyskiego kościoła. Budowę murowanego ogrodzenia wokół świątyni rozpoczęto w 1854 r., w 1860 r. parafia zakupiła w kościele św. Jadwigi w Pszczynie obrazy Drogi Krzyżowej. Na zlecenie ks. Jana Kapicy (proboszcz parafii od 1898 do 1930) z lutego 1902 r. pracownia architektoniczna Maxa Schliwy z Zabrza podjęła się przygotowania rozbudowy projektu kościoła dla 7500 wiernych. W kwietniu 1906 r. wyburzono część starego budynku kościelnego (nie naruszając wieży), a w maju 1907 r. poświęcono powiększony o 60% powierzchni użytkowej obiekt sakralny. Na wiosnę 1929 r. firma budowlana przystąpiła do rozbiórki wieży kościelnej i rozpoczęła budowę nowej, którą ukończono w sierpniu 1929 r. W grudniu 1941 r. hitlerowcy skonfiskowali dzwony.
2 lutego 1945 r. w tyskim kościele odprawiono pierwsze po wojnie nabożeństwo w języku polskim. Do 1957 r. kościół pod wezwaniem św. Marii Magdaleny musiał spełniać funkcję jedynego ośrodka sakralnego w Tychach – miasta, które w krótkim czasie osiągnęło liczbę 100 tys.  mieszkańców. W latach 1996–2004 abp Damian Zimoń (wikary w latach 1958–1962) poświęcił figurę Jezusa znajdującą się nad wejściem od strony Rynku (lipiec 1996 r.), tablicę poświęconą bł. Emilowi Szramkowi, byłemu wikaremu tyskiej parafii (poświęcenie w czerwcu 2002 r.) oraz Kaplicę całodziennej adoracji Najświętszego sakramentu (22 grudnia 2004 r.).